# St. Otto (Hergersbach)
St. Otto war eine nach dem Bischof Otto von Bamberg benannte Kirche in Hergersbach im Landkreis Ansbach. Die Kirche stand ca. 800 Meter südlich des Ortes auf dem Weg nach Wassermungenau, der sogenannten „Weinstraße“, die von Würzburg nach Eichstätt führte und im Abschnitt von Abenberg nach Wolframs-Eschenbach ein Wallfahrtsweg war.
Die Kirche wurde wohl im 12. Jahrhundert erbaut und war ursprünglich eine Filialkirche von St. Margareta (Windsbach). Sie wurde nach der Reformation zeitweilig zur Pfarrkirche erhoben, zu der die Filialen St. Nikolaus (Untereschenbach) und St. Jakobus (Dürrenmungenau) gehörten. Später war sie eine Filiale von St. Andreas (Wassermungenau) und von St. Georg (Bertholdsdorf). Die Kirche wurde wahrscheinlich während des Dreißigjährigen Krieges zerstört. Im Jahr 1680 wurde berichtet, dass die Kirche noch nicht wieder aufgebaut war. 1730 wurden schließlich die Steine für den Bau der Windsbacher Kirche verwendet, in jüngerer Zeit auch zum Straßenbau. Übrig geblieben sind nur noch die Grundmauern. Aus diesen kann geschlossen werden, dass sie eine Chorturmkirche war. Der Chorturm im Osten hatte einen Grundriss von 5,90 m (O/W) × 5,40 m (N/S), der Saalbau im Westen 7,80 m (O/W) × 10,30 m (N/S). Die Kirche war von einem Friedhof umgeben.
An ihrer Stelle wurde 1987 eine Waldkapelle mit Kruzifix und Altarstein errichtet. Seitdem findet jeweils am Hergersbacher Kirchweihsonntag (1. nach Trinitatis) ein Gottesdienst statt.